# Hirata Hide
Hirata Hide (平田 ヒデ, Hirata Hide, 23 de junho de 1902 – 4 de janeiro de 1978) foi uma educadora e política japonesa que foi membro da Câmara dos Representantes.

## Biografia
Hide Hirata, cujo nome de solteira era Nihei, nasceu em 23 de junho de 1902  na província de Fukushima. Ela formou-se no Primeiro Departamento da Escola Normal da Prefeitura de Fukushima em 1922, e no Departamento de Trabalho Doméstico da Escola Normal Superior Feminina de Nara em 1926.
Em março de 1926, ela tornou-se professora na Escola Secundária Soma East da Prefeitura de Fukushima. Depois disso, ela trabalhou como professora na Escola Secundária Morioka da Prefeitura de Iwate e na Escola Secundária Feminina de Kaohsiung.
Após o fim da Segunda Guerra Mundial, em 1947 ela foi comissionada pelo Conselho de Educação e Pesquisa da Cidade de Wakamatsu e pelo Conselho Distrital de Wakamatsu do Conselho de Educação da Prefeitura de Fukushima. Em julho de 1948, ela tornou-se a Gerente de Bem-Estar Infantil responsável pela área de Wakamatsu. Ela candidato-se sem sucesso ao 2º distrito de Fukushima pelo Partido Social Democrata nas eleições gerais japonesas de 1953. Mais tarde, ela ganhou nas eleições gerais japonesas de 1955 e serviu um mandato na Câmara dos Representantes, servindo como chefe do Comité de Política de Educação e como Presidente de Política de Previdência Social de seu partido.
Hirata era conselheira e mediadora no Tribunal de Família de Fukushima, directora do Jardim Infantil de Aizu, directora do Grupo de Estudos de Questões Femininas e mediadora civil no Tribunal Sumário de Shibuya.
Hirata morreu no dia 4 de janeiro de 1978.